# Hannō
Hannō (japanisch 飯能市, -shi) ist eine Stadt im Westen der japanischen Präfektur Saitama.

## Geschichte
Nach lokaler Überlieferung wurde dr Ort im 8. Jahrhundert von koreanischen Einwanderern, also von Kikajin (帰化人), besiedelt. An der Kreuzung mehrerer Eisenbahnlinien gelegen ist die Stadt ein Zentrum für Holzumschlag. Sie war lange eine Zentrum für Textilien, nun gibt es auch Hersteller von elektrischen Geräten. Hannō hat sich zur Wohnstadt mit Pendlern nach Tokio entwickelt.
Hannō erhielt am 1. Januar 1954 das Stadtrecht.

## Sehenswürdigkeiten
- Naguri-Tal (Naguri-keikoku)
- Moominvalley Park (Eröffnung 2019)[1]
- Akebono Kinderwaldpark

## Verkehr
- Straße:
  - Nationalstraße 299, nach Chino oder Iruma
- Bahn:
  - Seibu: Die Seibu Chichibu-Linie wurde 1969 eröffnet und verkürzte die Entfernung nach Tokio. Vom Bahnhof Hannō bis zum Bahnhof Ikebukuro, einem der Hauptterminals in Tokio, beträgt die Fahrtzeit 1,2 Stunden.
  - JR Hachikō-Linie nach Hachiōji oder Takasaki.

## Persönlichkeiten
- Ryang Hyon-ju (* 1998), nordkoreanischer Fußballspieler

## Angrenzende Städte und Gemeinden
- Chichibu
- Sayama
- Iruma
- Hidaka
- Ōme

## Städtepartnerschaften
- Brea, Vereinigte Staaten, seit 1981
- Takahagi, Japan, seit 2003